# Sant'Anatolia di Narco
Sant'Anatolia di Narco es una localidad y comune italiana de la provincia de Perugia, región de Umbría. Tiene una población estimada, a fines de 2019, de 543 habitantes.

## Evolución demográfica
| Gráfica de evolución demográfica de Sant'Anatolia di Narco entre 1861 y 2001 |
|                                                                              |
| Fuente ISTAT - elaboración gráfica de Wikipedia                              |